# Hợp Tiến, Hải Phòng
Hợp Tiến là một xã thuộc thành phố Hải Phòng, Việt Nam.

## Địa lý
Xã Hợp Tiến là xã nằm ở phía Bắc huyện Nam Sách, có vị trí địa lý:
- Phía đông giáp xã Trần Phú

Xã Hợp Tiến có diện tích 6,43 km², dân số năm 2025 là 20740 người, mật độ dân số đạt 1.6000

người/km².

## Hành chính
xã Hợp Tiến được chia thành 4 thôn: Đầu Bến, Cao Đôi, La Đôi, Tè.